# Haunt - La casa del terrore
Haunt - La casa del terrore (Haunt) è un film del 2019 diretto da Scott Beck e Bryan Woods. 
Pellicola dell'orrore di produzione statunitense, sceneggiata dagli stessi registi Beck e Woods.
Fra i produttori dell'opera è presente anche il noto regista di film horror Eli Roth.

## Trama
Durante la serata di Halloween, a Carbondale in Illinois, Harper è da sola in casa ed è spaventata perché sente dei rumori; presto arriva la sua amica Bailey, che nota immediatamente la presenza di un livido sul suo volto e le consiglia di lasciare una volta per tutte il fidanzato Sam, a suo parere violento e alcolista. Per distrarla, Bailey la porta con sé in un locale assieme ad altre due amiche, Angela e Mallory, con le quali conoscono due ragazzi, Nathan ed Evan. Durante la serata Harper ha la sensazione di essere seguita, soprattutto dopo aver intravisto un uomo incappucciato e vestito con una tunica rossa.
Per trascorrere l'ultima parte della serata, il gruppo decide di cercare una casa dell'orrore spostandosi fuori città. I sei si mettono in viaggio nell'auto di Evan e mentre scelgono tra 6 case riportate su un volantino Harper ha nuovamente la sensazione di essere seguita, questa volta da un'auto pick up. Evan, dietro suggerimento di Harper, svolta alla prima strada e appena dietro una curva, si accosta e spegne le luci per lasciare superare l'inseguitore. Nessuna auto arriva e nell'attesa il gruppo vede accendersi le luci dell'insegna di una casa dell'orrore che decidono di raggiungere.
Giunti alla casa, una struttura decadente, vi trovano un uomo vestito da clown che non proferisce parola e non reagisce alle loro battute, ma gli indica una cassetta nella quale trovare delle liberatorie con poche semplici regole da rispettare lungo l'intera attrazione, tra le quali viene indicato di consegnare il cellulare e chiuderlo nella cassettina, tenendo la chiave con loro. Nella prima parte del percorso la casa appare come una normale attrazione horror, con scheletri, ragnatele e liquidi strani, fintanto che arrivano in una stanza divisa da una rete metallica. Dall'altra parte delle rete, una figura travestita da strega inscena l'uccisione di una donna esanime ed estratta da un sacco mortuario, che viene colpita subito dopo con un attizzatoio ardente.
I ragazzi, impressionati dall'estremo realismo dello spettacolo decidono di proseguire il percorso, costituito da altre prove innocue. Il gruppo viene separato da una prova in due diversi percorsi che li porta ad affrontare cose sempre più inquietanti, da una parte Harper, Mallory ed Evan e dall'altra Nathan, Bailey e Angela. Il gruppo di Harper è costretto ad attraversare un labirinto di cunicoli stretto e buio, dove vede nuovamente una figura in tunica rossa. Alla fine del percorso i ragazzi si rendono conto che Mallory è scomparsa ma proseguono, non senza aver intravisto una porta di emergenza. L'altro gruppo invece è costretto ad affrontare una prova apparentemente semplice nella quale Bailey rimane ferita a un braccio e perde l'anello della madre di Harper prestatole dall'amica.
Harper e Nathan proseguono il percorso quando incrociano un'altra figura mascherata e con una motosega, che presto Nathan allontana con una spinta. Finalmente i due gruppi si riuniscono e si rendono conto di trovarsi di fronte a qualcosa di spaventoso. Improvvisamente un telone nero al di là di una rete metallica si scosta, mostra la strega intravista prima. Costei trascina a terra Mallory, legata e svenuta. Con un attizzatoio la colpisce e la porta via. I ragazzi, ora spaventati, cercano di fuggire dall'orrore cercando di forzare la porta dalla quale sono arrivati, senza riuscirci. Allora Nathan decide di proseguire andando alla ricerca di qualcosa che li aiuti, lasciando gli altri dietro di sé. Proseguendo, Nathan incontra Mitch, una figura mascherata da fantasma che lo assicura che Mallory è fuori ad attenderli e lo invita a proseguire col gruppo.
Nathan, non convintosi, gli chiede di portarlo all'uscita di emergenza; Mitch prende quindi delle chiavi con sé e segue il ragazzo. Nel frattempo, Harper confessa all'amica Bailey il suo sconforto verso le case dell'orrore. Quand'era piccola ha vissuto in una casa che le dava sia felicità sia tristezza: il padre era un uomo dalla duplice personalità, poiché, se da un lato era amorevole e pieno di attenzioni per l'adorata figlia, dall'altro era un uomo estremamente violento con la madre che non esitava a maltrattare mentre la bambina era nascosta sotto al letto. Harper, racconta inoltre all'amica di un sogno ricorrente che la spaventa: dopo 4 anni di assenza torna a casa per la prima volta scoprendo dalla madre che il padre è venuto a mancare, terminando il periodo nella casa degli orrori.
Nel mentre Angela ed Evan cercano di recuperare l'attizzatoio al di là della rete ma un piede schiaccia la mano di Angela, ferendola. Arrivati dagli altri, Mitch si scusa per la situazione e che le ferite di Angela e Bailey sono solo uno errore. Il gruppo quindi prosegue insieme verso la porta di emergenza ma scopre che è cieca e non porta da nessuna parte. Allora i ragazzi decidono di tornare all'ingresso, passando nuovamente dal labirinto di cunicolo, che però devono percorrere uno alla volta, altrimenti, come segnalato da Mitch, una botola potrebbe aprirsi separandoli tutti. Allora entrano prima Evan, seguito da Mitch che viene minacciato con l'attizzatoio da Nathan, mentre le altre attendono il proprio turno.
Evan arriva al di là del labirinto e dopo averlo ripercorso a ritroso giunge finalmente all'esterno, dove si rende conto che la cassettina contenente i loro telefoni è scomparsa. 
Mentre Nathan è nel labirinto, Mitch esce dal cunicolo, sigillandolo dietro di sé con un'asse di legno e chiodi. Il trio di ragazze invece, ancora in attesa, viene aggredito dall'uomo incappucciato di rosso, ma Harper lo allontana, spingendo le sue amiche a entrare a loro volta nel cunicolo. Nel mentre Harper scappa via dalla porta dal quale è arrivato l'uomo, tuttavia Angela viene da lui uccisa. In un'altra stanza il pagliaccio ha invece recuperato i telefoni dei ragazzi, con l'intenzione di distruggerli, tuttavia riceve una telefonata del fidanzato di Harper, Sam, al quale risponde. Sam, scocciato, va alla ricerca della ragazza.
Evan nel frattempo è ancora all'esterno, ignaro di quanto stia accadendo nella casa, quando viene improvvisamente raggiunto da Mitch che lo uccide. Nathan nel frattempo aveva accidentalmente attivato la botola nel tunnel, finendo in una stanza dove trova il telefono di Harper, ancora integro. Mentre viene raggiunto dal pagliaccio riesce a inviare la localizzazione per poi fuggire. In un'altra parte della casa Harper viene seguita dall'uomo in rosso per essere momentaneamente salvata da Evan che colpisce l'inseguitore con una sparachiodi. Lei, cercando di riunirsi all'amico continua il percorso costituito ancora pieno di prove e insidie che portano a un'escape room. Sam intanto ha raggiunto la casa ma incappa nel pagliaccio che lo uccide, mentre Nathan riesce ad arrivare all'esterno dove c'è un recinto in rete.
All'interno dell'escape room, Harper deve risolvere diversi indovinelli così da trovare la chiave per poter finalmente uscire. Qui lei rivive i ricordi traumatici dell'infanzia ma, nonostante ciò, riesce nell'impresa. Nascosta sotto al letto viene raggiunta dall'uomo incappucciato ma fortunatamente lo ferisce nell'occhio con la chiave che ha trovato e mentre lui è incapace di aggredirla si avvia alla porta. Purtroppo appena infilata la chiave parte un colpo di pistola che la colpisce.  La ragazza riesce comunque a entrare, e mentre attraversa il corridoio a carponi per evitare la pistola automatica viene nuovamente raggiunta dall'uomo incappucciato. Con astuzia, Harper riesce a sopraffarlo e ucciderlo con l'arma.
Harper, ormai stremata, si rende conto di essere nuovamente in un vicolo cieco fintanto che Nathan non colpisce la parete di legno che li separa con un martello. Mentre il ragazzo cerca di far uscire l'amica viene aggredito dall'uomo con la motosega al quale cerca però di sopravvivere. Harper invece si trova di fronte all'ennesima figura mascherata che però riesce a ferire mortalmente: scopre però che sotto la maschera c'è la sua cara amica Bailey che gli aggressori avevano legato e intimato a raggiungere Harper. Prima di morire Bailey la avverte che gli altri stanno arrivando.
Finalmente Nathan riesce ad aprire un varco verso Harper così da poter fuggire entrambi. I due superstiti raggiungono nuovamente l'ingresso, non prima di aver incontrato la strega e averla uccisa e trovato il corpo esanime di Sam lungo il percorso. Arrivati all'esterno scoprono che la macchina è ormai inutilizzabile quindi, inseguiti da un altro uomo, si avviano verso il bosco. L'uomo viene ucciso da Nathan ma prima di spirare ha il tempo di sparare al ragazzo, ferendolo gravemente. Alla fine i due riescono ad attraversare i boschi e raggiungere l'auto abbandonata da Sam ancora accesa.
Harper e Nathan incrociano quindi i soccorsi allertati dalla casa in fiamme incendiata dal pagliaccio, unico aggressore superstite. Al risveglio di Harper, un infermiere le dice che Nathan sta bene e le chiede inoltre una firma per la liberatoria. La scena le fa tornare in mente quanto successo nella casa dell'orrore: le sovviene inoltre che il pagliaccio conosce tutti i loro indirizzi e i dati personali. La sua paura è fondata: il clown arriva alla sua vecchia casa armato e con fare minaccioso ma Harper è lì ad attenderlo con delle trappole che ha preparato per braccarlo, che lo rendono innocuo.

## Produzione
La produzione del film è stata annunciata nel luglio 2017. Il casting è stato completato nell'ottobre successivo, mentre le riprese si sono svolte nel corso del novembre 2017.

## Distribuzione
Il film è stato presentato per la prima volta l'8 agosto 2019 durante il Popcorn Frights Film Festival. Il 23 agosto 2019 il film è stato presentato durante il FrightFest di Londra. Haunt è stato successivamente distribuito a livello cinematografico in maniera limitata. Il film è stato infine distribuito dal servizio streaming Shudder. In Italia, Haunt è stato distribuito direttamente per il mercato on demand a causa delle limitazioni imposte per via della pandemia di COVID-19: la sua pubblicazione nei cinema italiani era infatti prevista per gli ultimi giorni dell'ottobre 2020.

## Accoglienza

### Incassi
Il film ha incassato 2,4 milioni di dollari al botteghino di tutto il mondo.

### Critica
Secondo l'aggregatore di recensioni Rotten Tomatoes, Haunt ha ricevuto un indice di apprezzamento del 71% e un voto di 6,4 su 10 sulla base di 45 recensioni. Su Metacritic in film ha ottenuto invece un voto di 69 su 100 sulla base di 5 recensioni.